# 38P/Стефана — Отерма
38P/Комета Стефана — Отерма (англ. 38P/Stephan–Oterma, Comet Stephan–Oterma) — періодична комета з орбітальним періодом 38 років.
Її відкриття проходило в декілька етапів. У січні 1867 році в обсерваторії Марселя французьким астрономом Жеромом Юдженом Коджа. У 1886 році французький астроном Едуар Жан-Марі Стефан підтвердив, що об'єкт є кометою. У листопаді 1942 року фінською професоркою з астрономії Люсі Отермою.
Востаннє комета 38P/Стефана — Отерма сягала найближчої до Сонця точки своєї орбіти 10 листопада 2018 року. Наступне проходження перигелію відбудеться 28 серпня 2056 року.